# Тростянецька волость (Брацлавський повіт)
Тростянецька волость — історична адміністративно-територіальна одиниця Брацлавського повіту Подільської губернії з центром у містечку Тростянець.
Станом на 1886 рік складалася з 7 поселень, 9 сільських громад. Населення — 11912 осіб (6103 чоловічої статі та 5809 — жіночої), 1373 дворових господарств.
|                     | Площа, десятин | У тому числі орної, дес. |
| ------------------- | -------------- | ------------------------ |
| Сільських громад    | 8267           | 6618                     |
| Приватної власності | 4085           | 2960                     |
| Надільної власності | —              | —                        |
| Казенної власності  | —              | —                        |
| Іншої власності     | 4948           | 1736                     |
| Загалом             | 17300          | 11314                    |

Поселення волості:
- Тростянець (Качурова, Витягайлівка) — колишнє власницьке містечко при річці Істек за 44 версти від повітового міста, 2609 осіб, 410 дворових господарств, 2 православні церкви, 11 постоялих дворів, 13 постоялих будинків, лавки, водяний млин, цегельний, винокурний і бурякоцукровий заводи, базари по неділях.
- Велика Стратіївка — колишнє власницьке село при річці Істек, 964 особи, 138 дворових господарств, православна церква, постоялий будинок, кузня, водяний млин.
- Буди — колишнє власницьке село, 968 осіб, 132 дворових господарства, православна церква, постоялий будинок.
- Верхівка — колишнє власницьке село при річці Дохна, 1450 осіб, 203 дворових господарства, православна церква, синагога, єврейський молитовний будинок, школа, поштова станція, 6 постоялих дворів, 4 постоялих будинки, 3 харчевні, 20 лавок, кузня, цегельний завод, базари по неділях.
- Мала Стратіївка — колишнє власницьке село при річці Дохна, 1227 осіб, 178 дворових господарств, постоялий будинок, кузня, водяний млин, винокурний завод.
- Северинівка — колишнє власницьке село при річці Істек, 935 осіб, 149 дворових господарств, православна церква, постоялий будинок.
- Цибулівка — колишнє власницьке село при річці Дохна, 1282 осіб, 163 дворових господарства, православна церква, постоялий будинок.